# Ankuwa
Ankuwa, nei testi anche Hanikkuil, era un'importante città ittita dell'Anatolia centrale. Probabilmente sorgeva a sud di Zippalanda. Tra Zippalanda ed Ankuwa avevano luogo importanti processioni legate al culto del dio Taha. 
Insieme a Hattuša e Katapa, era una delle località in cui i re Ittiti risiedevano durante l'anno. Muovendo da Hattuša, l'entourage reale, sarebbe giunto ad Imralla la prima notte, a Hobigassa la seconda, e ad Ankuwa la terza.
Ankuwa era il centro amministrativo per il culto della dea Kattaha. Questa dea è spesso citata nei testi dei trattati,  insieme a al dio delle tempeste di Zippalanda. Nei testi assiri ritrovati a Kanesh, Amkuwa era a volte citata come alleata di Sinhuttum (forse  Šanahuitta) e Kapitra contro Hatti.
La posizione della città è ancora sconosciuta.

## Testi che menzionano Ankuwa
- KBo 10.24 reverso
- KBo 30.155
- KUB 20.25 + 10.78